# Olgya
Olgya (szlovákul Oľdza) község Szlovákiában, a Nagyszombati kerületben, a Dunaszerdahelyi járásban.

## Fekvése
A Csallóközben, Somorjától 11 km-re északkeletre található.

## Története
Első okleveles említése 1239-ből származik Olgia (Ogua) alakban. Kezdetben pozsonyi várbirtok, 1358-ban már az olgyai Olgyay család a teljes község földesura. A 19. század első felében Olgyay Károlynak és Zsigmondnak, valamint Bacsák Vendelnek volt itt nagyobb birtoka.
Vályi András szerint "OLGYA. Magyar falu Posony Várm. földes Urai több Uraságok, lakosai nemesek, és katolikusok, fekszik Kis Magyarhoz, Vajas Vattához, és Szászhoz köze, határbéli földgye tágas, de soványas, és követses, két fordúlóra vannak fel osztva, fája, réttye szűken van."
Fényes Elek szerint "Olgya, magyar falu, Poson vmegyében; Gombához 1 fertálynyira: 297 kath., 34 zsidó lak., özv. Udvarnoky assz. szép curiális házával, homokos és kavicsos, s nem igen termékeny határral, bő legelővel. F. u. a régi törzsökös Olgyay család, és Udvarnoky Lajosnő. Ut. p. Somorja."
A trianoni békeszerződésig Pozsony vármegye Somorjai járásához tartozott.

## Népessége
| Év:            | 1994. | 2004.    | 2014.    | 2024.    |
| -------------- | ----- | -------- | -------- | -------- |
| Emberek száma: | 263   | 325      | 457      | 641      |
| Eltérés:       |       | +23,57 % | +40,61 % | +40,26 % |

| Év:            | 2023. | 2024.   |
| -------------- | ----- | ------- |
| Emberek száma: | 604   | 641     |
| Eltérés:       |       | +6,12 % |

1910-ben 209, túlnyomórészt magyar anyanyelvű lakosa volt.
2001-ben 258 lakosából 242 magyar és 14 szlovák volt.
2011-ben 403 lakosából 239 magyar és 145 szlovák volt.
2021-ben 559 lakosából 233 (+11) magyar, 311 (+6) szlovák, (+1) cigány, 1 (+3) ruszin, 2 (+1) egyéb és 12 ismeretlen nemzetiségű volt.
| Népessége – Oľdza (m. Olgya) (2021) | Népessége – Oľdza (m. Olgya) (2021) | Népessége – Oľdza (m. Olgya) (2021) | Népessége – Oľdza (m. Olgya) (2021) | Népessége – Oľdza (m. Olgya) (2021) |
| ----------------------------------- | ----------------------------------- | ----------------------------------- | ----------------------------------- | ----------------------------------- |
|                                     |                                     |                                     |                                     |                                     |
| Szlovákok                           | Szlovákok                           |                                     | 55.6%                               | 55.6%                               |
| Magyarok                            | Magyarok                            |                                     | 41.7%                               | 41.7%                               |
| Ruszinok                            | Ruszinok                            |                                     | 0.2%                                | 0.2%                                |
| Cigányok                            | Cigányok                            |                                     | 0.0%                                | 0.0%                                |
|                                     |                                     |                                     |                                     |                                     |

## Neves személyek
- Itt született 1778-ban Csehy József katona.

## Nevezetességei
- Itt játszódik Ethey Árpád Borsoska kisasszony című, 526 oldalas regényének története.